# Lista över Bohusläns runinskrifter

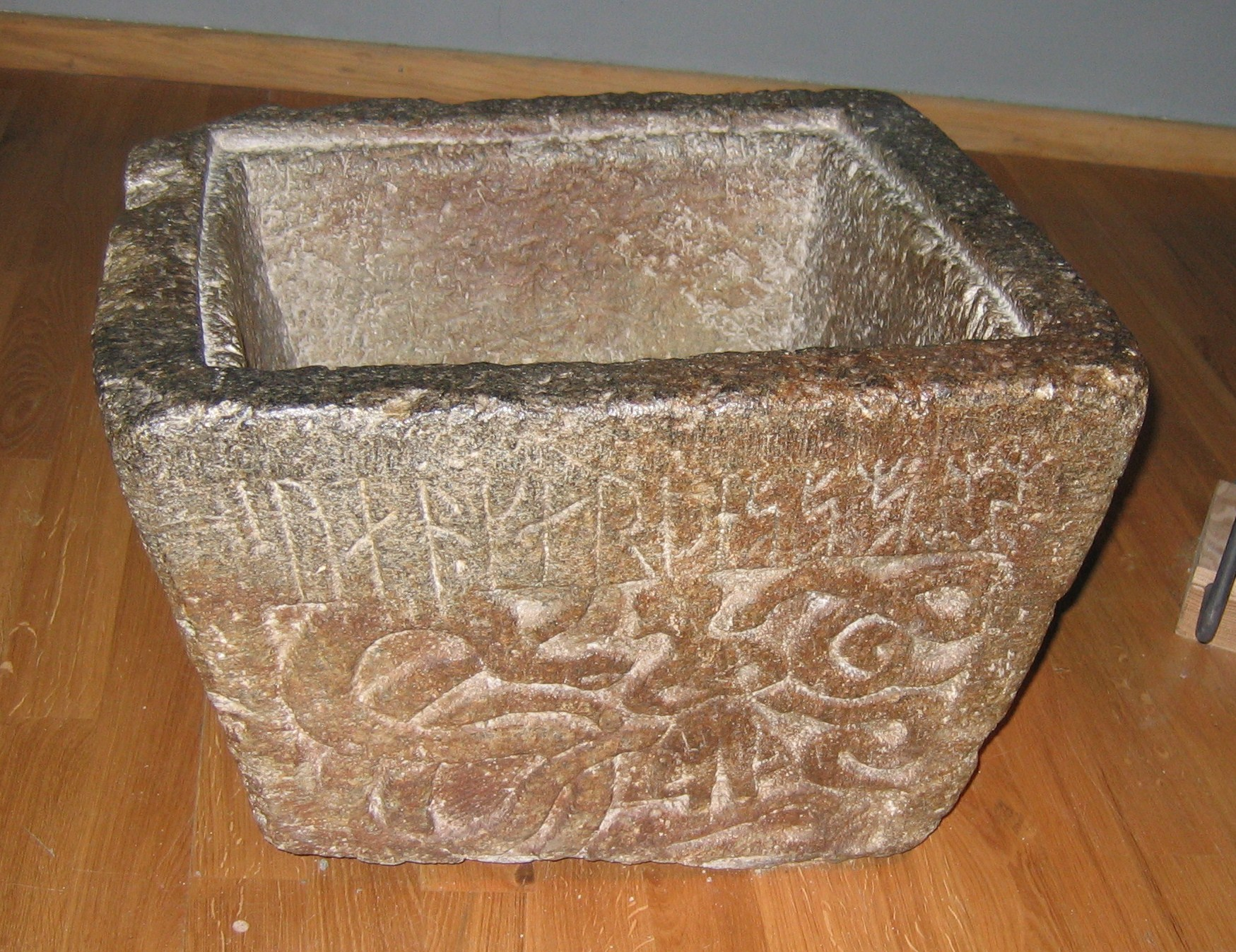
Dopfunt från Norums kyrka

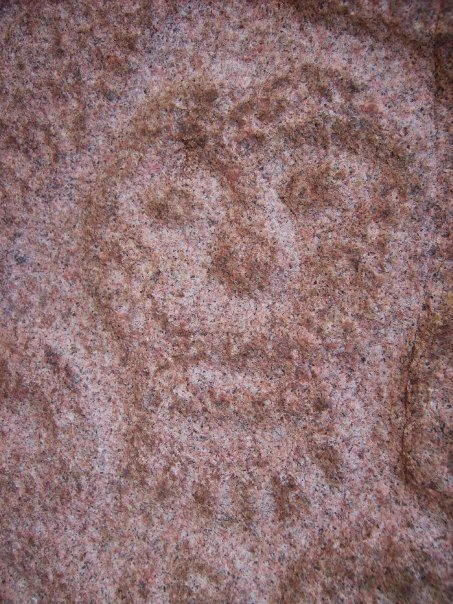
Detalj, Brastads kyrka.

Lista över Bohusläns runinskrifter är en förteckning över inskrifter i Bohuslän förkortat Bo, samt ett nummer enligt Samnordisk runtextdatabas. Därtill följer dess placering, eventuella namn och typ av föremål. Antalet kända inskrifter uppgår i nuläget (2013) till sexton stycken.
- Bo KJ47, Svarteborgs socken, Munkedals kommun, nu i SHM, medaljong[förtydliga], urnordisk skrift
- Bo KJ61, Kallebystenen, Tanums socken, Tanums kommun, urnordisk runsten
- Bo KJ73, Röstenen, Röd (Rö), Tanums socken, Tanums kommun, nu i SHM, urnordisk runsten
- Bo KJ80, Rävsalstenen, Rävsala, Valla socken, Tjörns kommun, urnordisk runsten
- Bo NIYR;3, Norums kyrka, Norums socken, Stenungsunds kommun, nu i SHM, medeltida dopfunt
- Bo NIYR5;221 A, Brastads kyrka, Lysekils kommun, medeltida ristning
- Bo NIYR5;221 B, Kareby kyrka, Kareby socken, Kungälvs kommun, medeltida dopfunt
- Bo NIYR5;222, Norums kyrka, Stenungsunds kommun, medeltida dopfunt
- Bo NIYR5;224, Utby, Herrestads socken, Uddevalla kommun
- Bo NIYR5;225, Kastellgården, Kungahälla, Ytterby socken, Kungälvs kommun, nu i SHM (3287), besman
- Bo NIYR5;229 A, Arntorp, Kareby socken, Kungälvs kommun, nu i Göteborgs stadsmuseum
- Bo NIYR5;229 B, Kleva utmark, Spekeröds socken, Stenungsunds kommun, nu i Göteborgs stadsmuseum
- Bo Fv1992;170, Kungahälla, Ytterby socken, Kungälvs kommun, nu i SHM, medeltida (?) kam
- Bo Peterson1992;100, Hogastenen, Hoga, Stala socken, Orusts kommun, runsten
- Bo Boije 1884;276, Skeestenen, Skee kyrka, Strömstads kommun, nu i SHM, runsten, (Sten Boije 1884, sid. 276 f)
- Bo L2035 †, Valla, Tossene socken, Sotenäs kommun, försvunnen, (Sten Boije 1884, sid. 276 f)